# Campillos-Paravientos
Campillos-Paravientos település Spanyolországban, Cuenca tartományban. Campillos-Paravientos Alcalá de la Vega, Fuentelespino de Moya, San Martín de Boniches és Boniches községekkel határos. Lakosainak száma 110 fő (2024).

## Népesség
A település népessége az utóbbi években az alábbiak szerint változott:
| Lakosok száma | 146  | 133  | 130  | 127  | 123  | 123  | 118  | 105  | 101  | 110  |
|               | 2001 | 2004 | 2006 | 2009 | 2011 | 2014 | 2016 | 2019 | 2021 | 2024 |